# ルキウス・パピリウス・ムギッラヌス (紀元前444年の補充執政官)
ルキウス・パピリウス・ムギッラヌス（ラテン語: Lucius Papirius Mugillanus、生没年不詳）は共和政ローマの政務官。紀元前444年に補充執政官を務めた。また一説によると共和政ローマ初のケンソルでもある。

## 経歴

### 補充執政官
紀元前444年、共和政ローマ初の執政武官として3人が選出されたが、選挙の不備によって就任3ヶ月で全員辞職することとなった。辞任後は補充執政官が立てられることとなり、ティトゥス・クィンクティウス・カピトリヌス・バルバトゥスがインテルレクスを務める間に、ムギッラヌスは同僚のルキウス・センプロニウス・アトラティヌスと共に選出されたという。
執政武官の辞任後、この前年の紀元前445年に離反していたアルデアから和平交渉の使者がきていた。補充執政官となった二人はアルデアとの協定更新に調印したという。リウィウスによると、ムギッラヌスら補充執政官の名前はどの年代記にも名簿にもなかったといい、リキニウス・マケルがこのアルデアとの協定文書と、モネータ神殿に保管されていた公文書に彼らの名前を見つけたとする説を紹介している。ディオニュシオスもこの年の記録は執政武官と執政官と、どちらかしか書いてないか、両方書いてあるかマチマチであるとし、ある神聖な記録を根拠におそらく両方いたのであろうとしている。

### ケンソル
翌紀元前443年も執政官制となり、ベテランの二人が選出されたが、執政官2人は対外政策に忙しく、長年ケンスス (戸口調査) が行われていないことが問題視され、元老院はケンススを専門に行う職の新設が提案された。
ケンススは最後にルーストルム (清めの儀式) を行う必要があり、いまだプレプス（平民）では神聖な儀式を行うことが出来ないため、必然的にパトリキ（貴族）の役職が増えることからこの提案はすんなり通り、新たな職には前補充執政官のムギッラヌスとアトラティヌスが選出され、ケンススを行うのでケンソル (監察官) と呼ばれた。リウィウスは、彼らが補充執政官となったかは疑問の余地はあるが、執政官の任期の埋め合わせとなったことは間違いないとしている。
ディオニュシオスによれば、紀元前459年に行われた10回目のルーストルムから17年間ケンススが行われていないため、執政官が提言したとされる。また、キケロは『縁者・友人宛書簡集』の中で、かつて今よりも小さかったがパトリキであったパピリウス氏族がおり、その初代がルキウス・パピリウス・ムギッラヌスで、ローマ建国紀元312年にルキウス・センプロニウス・アトラティヌスと共にケンソルを務めたが、その頃はパピシウスと呼ばれていた、と記している。彼らは11回目のルーストルムを行った。
しかしながら、モムゼンやベロッホらはこのケンソルを疑っており、ロイツやニルソンといった肯定的な研究者は、執政武官制度とケンソルの新設を結びつけて考えている。